# ナミク・アブドゥラエフ
ナミク・アブドゥラエフ（Namig Abdullayev 1971年1月4日- ）は、アゼルバイジャンのバクー出身のアマチュアレスリング選手。 
彼は夏季オリンピックに3回出場している。1996年のアトランタオリンピックでは銀メダル、2000年のシドニーオリンピックフリースタイル55kg級では金メダルを獲得した。2004年のアテネオリンピックでもフリースタイル55kg級に出場したが早々と姿を消した。
アメリカ国内ではサミー・ヘンソンと金メダルを争って戦ったことで良く知られている。。